# Éric Husson
Éric Husson (né le 6 juillet 1963 à Châteaudun), est un dirigeant sportif et homme politique français. Président de l’USRO rugby à Ris-Orangis et engagé dans le milieu associatif depuis 30 ans à Ris-Orangis. Il succède le 9 mars 2024 à Marie Guévenoux, députée de l’Essonne nommée ministre déléguée aux Outre-mer dans le gouvernement Gabriel Attal.